# Houlle
Pour les articles homonymes, voir Houlle (homonymie).
Houlle est une commune française située dans le département du Pas-de-Calais en région Hauts-de-France. Ses habitants sont appelés les Houllois. La commune est membre de la communauté d'agglomération du Pays de Saint-Omer. Le territoire de la commune est situé dans le parc naturel régional des Caps et Marais d'Opale.
La commune doit sa renommée au genièvre de Houlle.

## Géographie

### Localisation
Localisée dans le nord-est du département du Pas-de-Calais et limitrophe du département du Nord, Houlle est une commune arrosée par la Houlle et située, à vol d'oiseau, à 8 km au nord-ouest de la commune de Saint-Omer (chef-lieu d'arrondissement). Le chef-lieu Houlle se situe dans la vallée de l'Houlle, le hameau les Marnières sur la hauteur au sud-ouest.
Le territoire de la commune est limitrophe de ceux de six communes, dont une, Watten, dans le département du Nord.
Les communes limitrophes sont Watten, Mentque-Nortbécourt, Moringhem, Moulle, Serques et Éperlecques.

### Géologie et relief
La superficie de la commune est de 6,52 km2 ; son altitude varie de 0  à   96 m.

### Hydrographie
Le territoire de la commune est situé dans le bassin Artois-Picardie.
La commune est traversée par deux cours d'eau :
- la Houlle, petite rivière, affluent de l'Aa, incluse dans le SAGE de l'Audomarois et aménagée pour pêche et détente.
- le Reninghe, d'une longueur de 2,6 km, qui prend sa source dans la commune de Watten et se jette dans l'Aa au niveau de la commune de Watten[4]

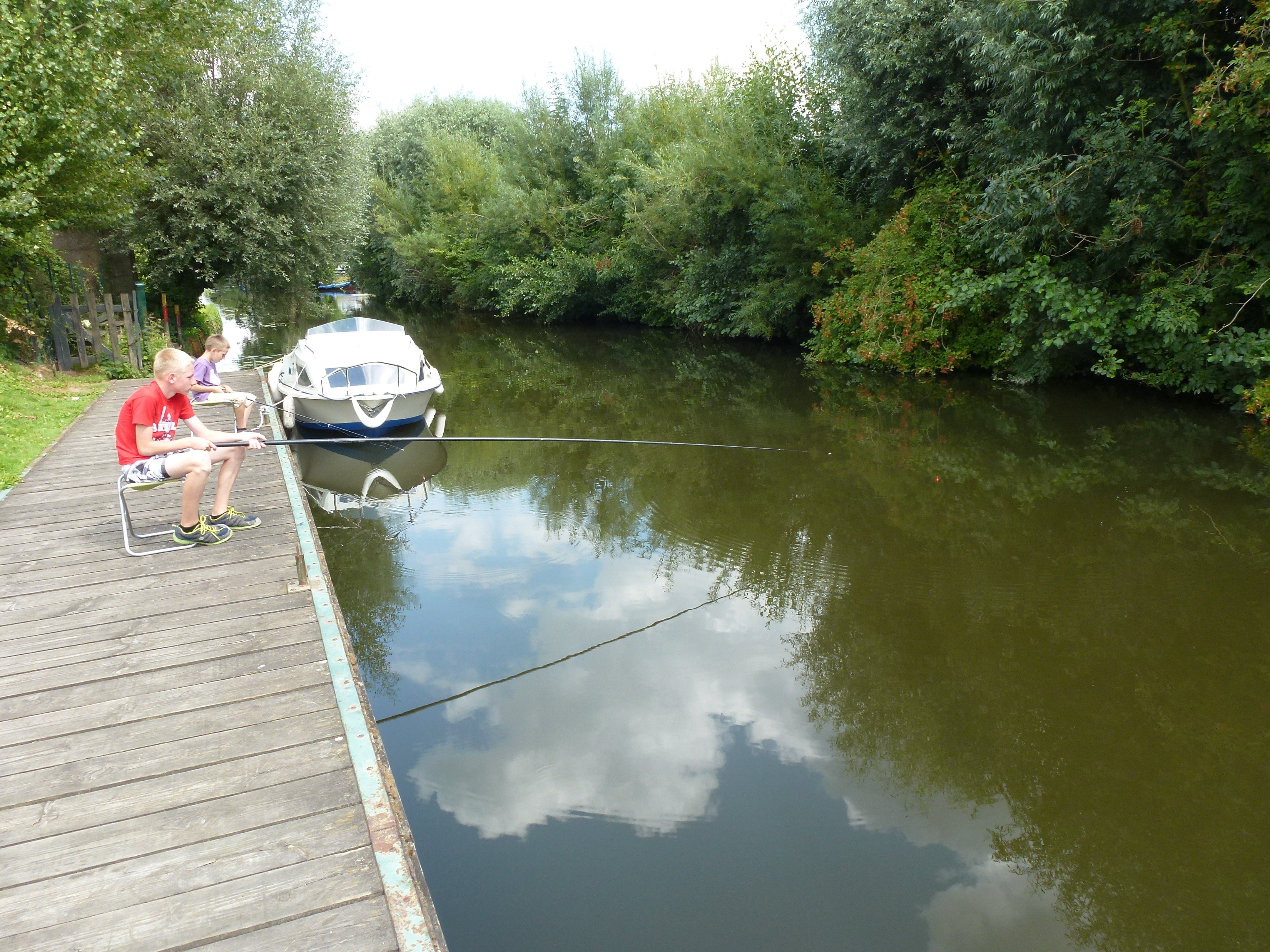
La rivière la Houlle.
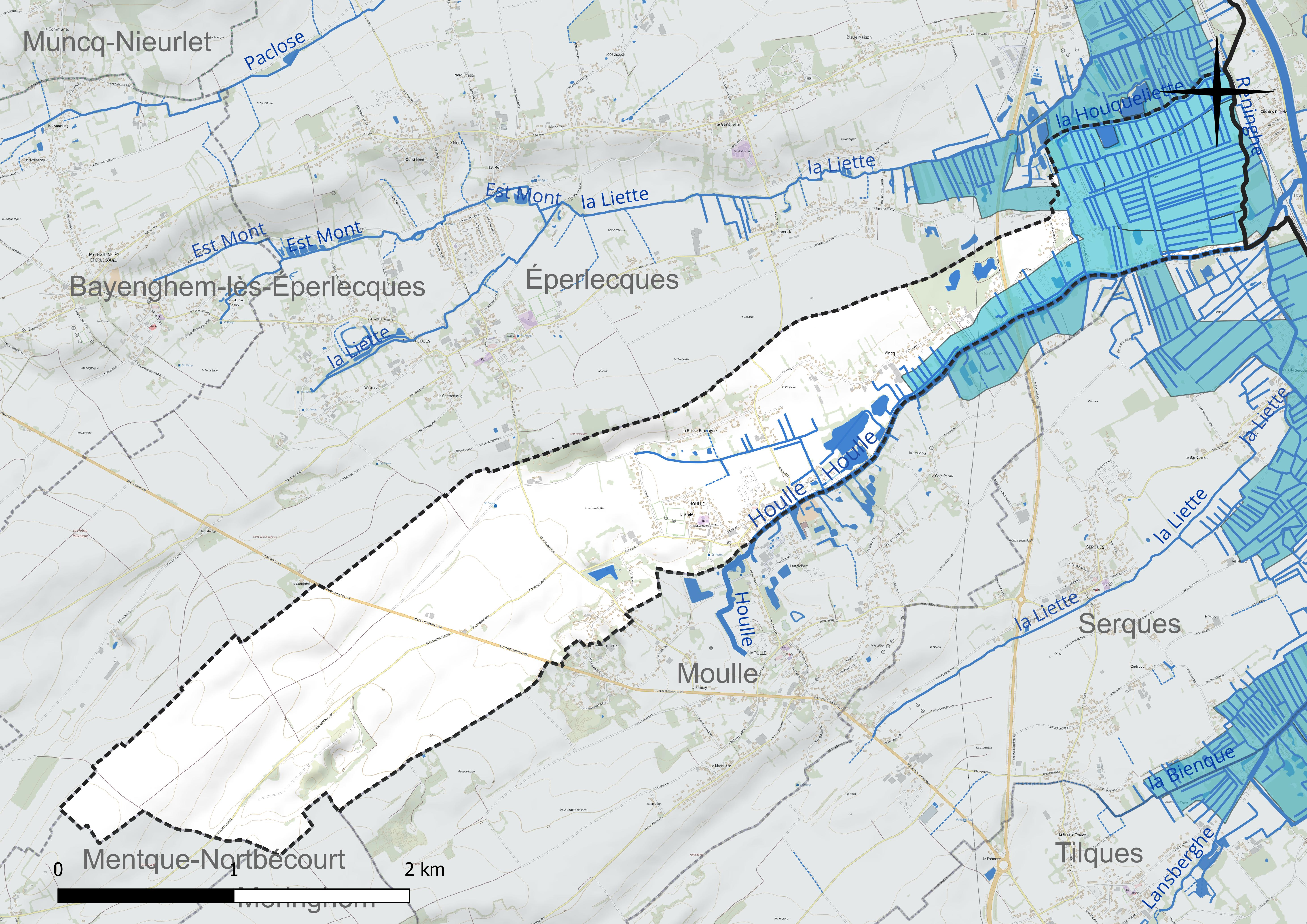
Réseau hydrographique de Houlle[Note 1].

### Climat
Pour des articles plus généraux, voir Climat des Hauts-de-France et Climat du Pas-de-Calais.
En 2010, le climat de la commune est de type climat océanique franc, selon une étude du CNRS s'appuyant sur une série de données couvrant la période 1971-2000. En 2020, Météo-France publie une typologie des climats de la France métropolitaine dans laquelle la commune est exposée à un climat océanique et est dans la région climatique Côtes de la Manche orientale, caractérisée par un faible ensoleillement (1 550 h/an) ; forte humidité de l’air (plus de 20 h/jour avec humidité relative > 80 % en hiver), vents forts fréquents.
Pour la période 1971-2000, la température annuelle moyenne est de 10,6 °C, avec une amplitude thermique annuelle de 13,2 °C. Le cumul annuel moyen de précipitations est de 867 mm, avec 12,5 jours de précipitations en janvier et 7,7 jours en juillet. Pour la période 1991-2020, la température moyenne annuelle observée sur la station météorologique la plus proche, située sur la commune de Watten à 5 km à vol d'oiseau, est de 11,3 °C et le cumul annuel moyen de précipitations est de 822,8 mm,. Pour l'avenir, les paramètres climatiques de la commune estimés pour 2050 selon différents scénarios d'émission de gaz à effet de serre sont consultables sur un site dédié publié par Météo-France en novembre 2022.
| Mois                                  | jan.             | fév.           | mars           | avril           | mai             | juin           | jui.           | août           | sep.           | oct.            | nov.            | déc.             | année      |
| ------------------------------------- | ---------------- | -------------- | -------------- | --------------- | --------------- | -------------- | -------------- | -------------- | -------------- | --------------- | --------------- | ---------------- | ---------- |
| Température minimale moyenne (°C)     | 2                | 2              | 3,5            | 5,1             | 8,3             | 11,2           | 13,4           | 13,4           | 10,8           | 8,1             | 5               | 2,6              | 7,1        |
| Température moyenne (°C)              | 4,8              | 5,3            | 7,6            | 10,3            | 13,5            | 16,3           | 18,5           | 18,6           | 15,7           | 12,1            | 8,1             | 5,2              | 11,3       |
| Température maximale moyenne (°C)     | 7,6              | 8,5            | 11,7           | 15,5            | 18,6            | 21,3           | 23,7           | 23,8           | 20,7           | 16,1            | 11,1            | 7,9              | 15,5       |
| Record de froid (°C) date du record   | −19,3 14.01.1982 | −14,6 11.02.12 | −11 07.03.1971 | −4,6 02.04.1996 | −1,4 03.05.1981 | 1,1 02.06.1991 | 4,5 01.07.1984 | 4,7 28.08.1978 | 1,3 22.09.1997 | −6,8 29.10.1997 | −9,6 30.11.1978 | −13,8 29.12.1996 | −19,3 1982 |
| Record de chaleur (°C) date du record | 16,1 01.01.22    | 20 24.02.21    | 25,9 31.03.21  | 28,9 19.04.18   | 32,8 27.05.05   | 35,8 21.06.17  | 41,9 25.07.19  | 37 10.08.03    | 33,6 05.09.13  | 29,9 01.10.11   | 20,3 07.11.15   | 16,4 19.12.15    | 41,9 2019  |
| Précipitations (mm)                   | 69,5             | 57,8           | 50             | 43,9            | 56,4            | 58,8           | 67             | 72,9           | 71,9           | 83,9            | 97,3            | 93,4             | 822,8      |

### Milieux naturels et biodiversité

#### Espaces protégés et gérés
La protection réglementaire est le mode d’intervention le plus fort pour préserver des espaces naturels remarquables et leur biodiversité associée.
Dans ce cadre, la commune fait partie de plusieurs espaces protégés : 
- le parc naturel régional des Caps et Marais d'Opale, d'une superficie de 132 499 ha réparties sur 154 communes, géré par le syndicat mixte d'aménagement et de gestion du parc naturel régional des caps et marais d'Opale[12].
- le marais audomarois avec :
  - la réserve de biosphère, zone tampon, d'une superficie de 3 082 ha, géré par le syndicat mixte du parc naturel régional des Caps et marais d'Opale et la communauté d'agglomération du Pays de Saint-Omer[13],
  - la réserve de biosphère, zone de transition, d'une superficie de 18 303 ha, géré par le syndicat mixte du parc naturel régional des Caps et marais d'Opale et la communauté d'agglomération du Pays de Saint-Omer[14],
  - la zone humide protégée par la convention de Ramsar, d'une superficie de 3 737 ha[15].

#### Zones naturelles d'intérêt écologique, faunistique et floristique
L’inventaire des zones naturelles d'intérêt écologique, faunistique et floristique (ZNIEFF) a pour objectif de réaliser une couverture des zones les plus intéressantes sur le plan écologique, essentiellement dans la perspective d’améliorer la connaissance du patrimoine naturel national et de fournir aux différents décideurs un outil d’aide à la prise en compte de l’environnement dans l’aménagement du territoire.
Le territoire communal comprend deux ZNIEFF de type 1 : 
- le marais de Warland et les étangs de la Musardière, d’une superficie de 155 ha et d'une altitude variant de 2  à   5 m. Cette ZNIEFF située au pied des collines de Watten et d'Éperlecques, entre la Houlle au sud et la Liette au nord, parsemée de watergangs, a subi d'importantes modifications et les prairies naturelles ont régressé au profit de prairies semées et de cultures de maïs[16] ;
- les marnières de Houlle et de Moulle, d’une superficie de 33 ha et d'une altitude variant de 35  à   80 mètres. Ce site est constitué de deux anciennes zones d’exploitation des craies marneuses du Turonien supérieur[17].

et une ZNIEFF de type 2 : le complexe écologique du marais Audomarois et de ses versants, d'une superficie de 12 177 ha. Cette ZNIEFF est un élément de la dépression préartésienne, drainé par l’Aa, le marais Audomarois est un golfe de basses terres bordé à l’Ouest par la retombée crayeuse de l’Artois et à l’Est par les collines argileuses de la Flandre intérieure.

Carte des ZNIEFF de type 1 et 2 sur la commune
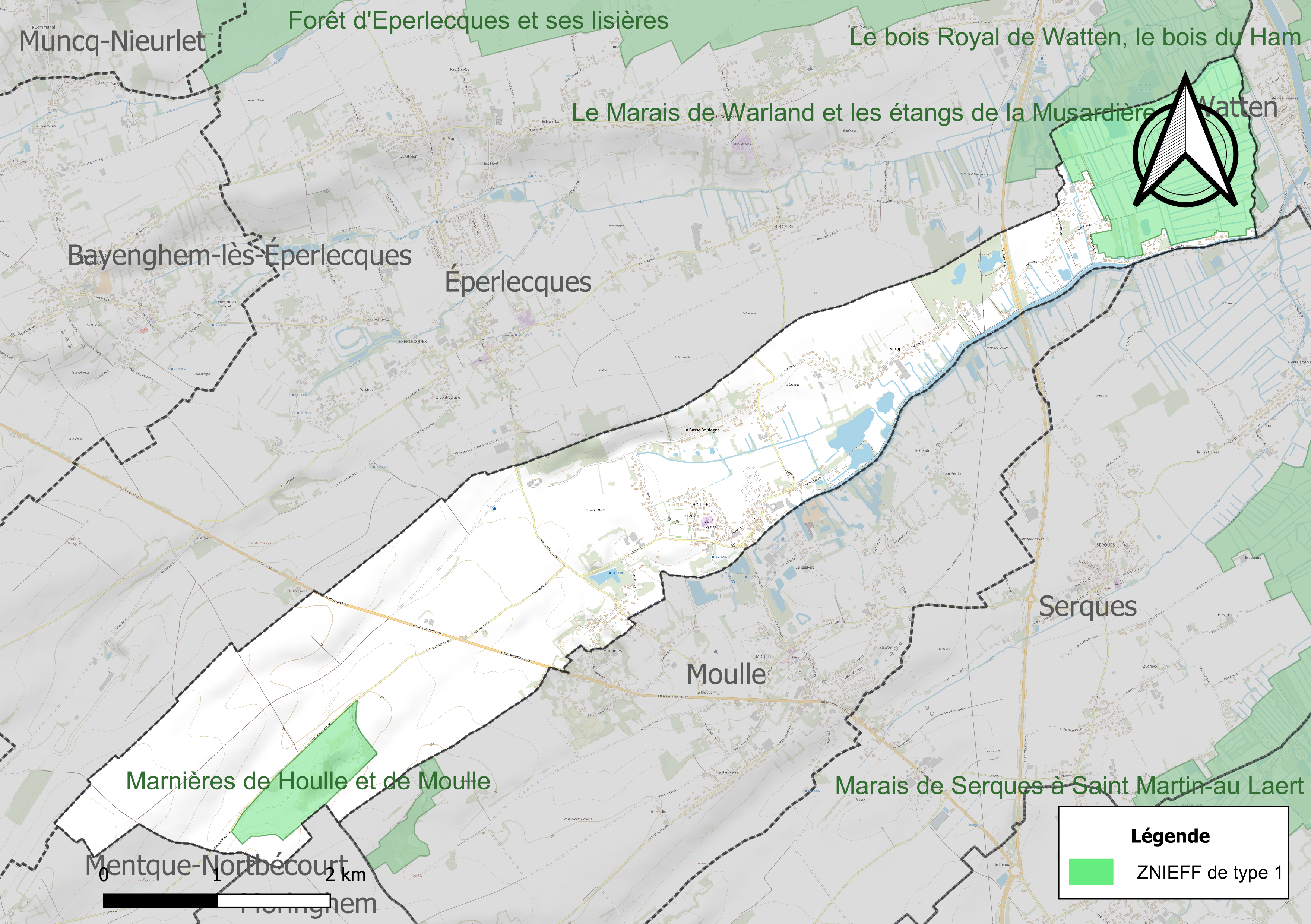
Carte de la ZNIEFF de type 1 sur la commune.
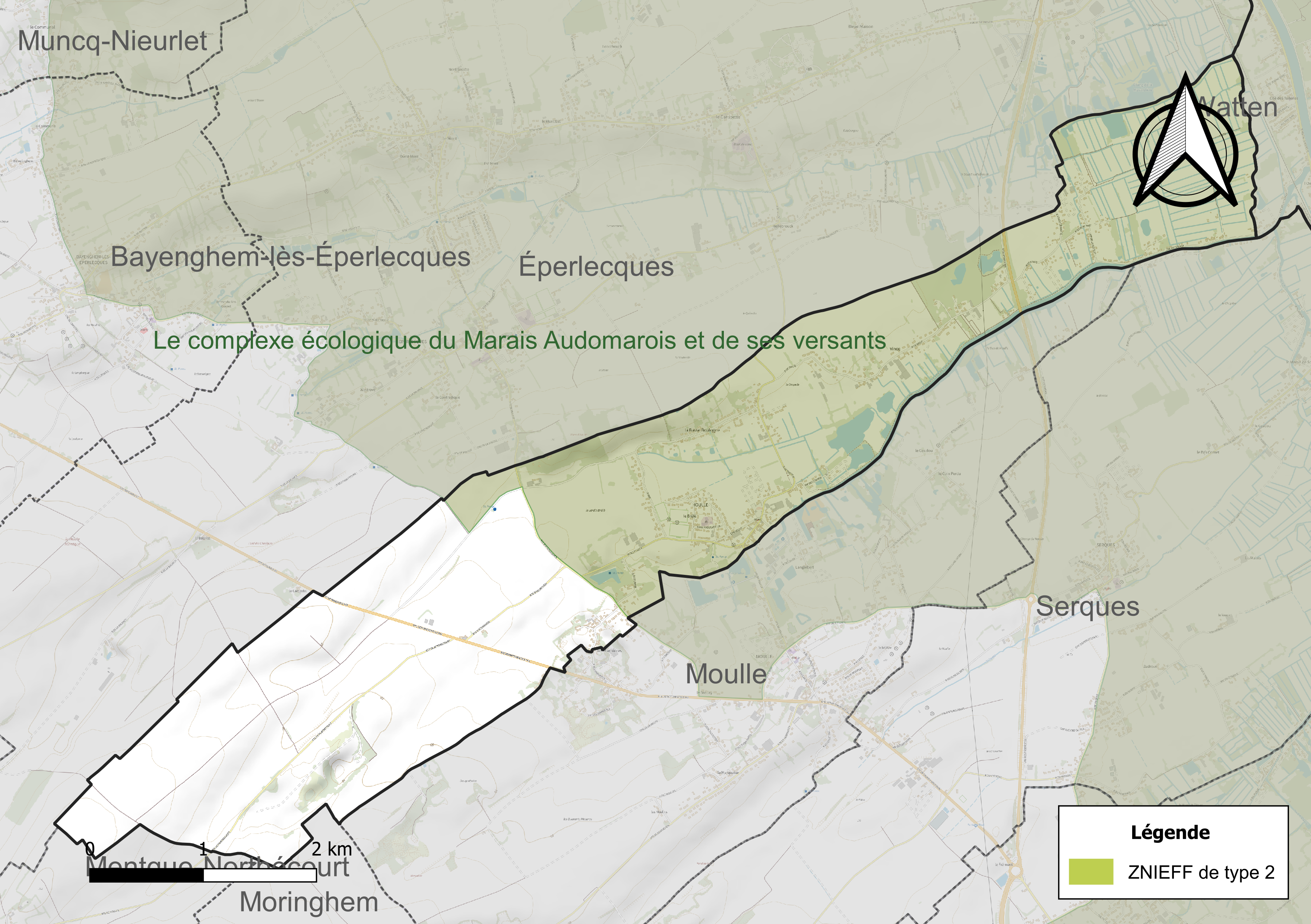
Carte de la ZNIEFF de type 2 sur la commune.

#### Espèces faunistiques et floristiques
L’Inventaire national du patrimoine naturel (INPN) recense plusieurs espèces faunistiques et floristiques sur le territoire de la commune dont certaines sont protégées et d’autres menacées et quasi-menacées.

## Urbanisme

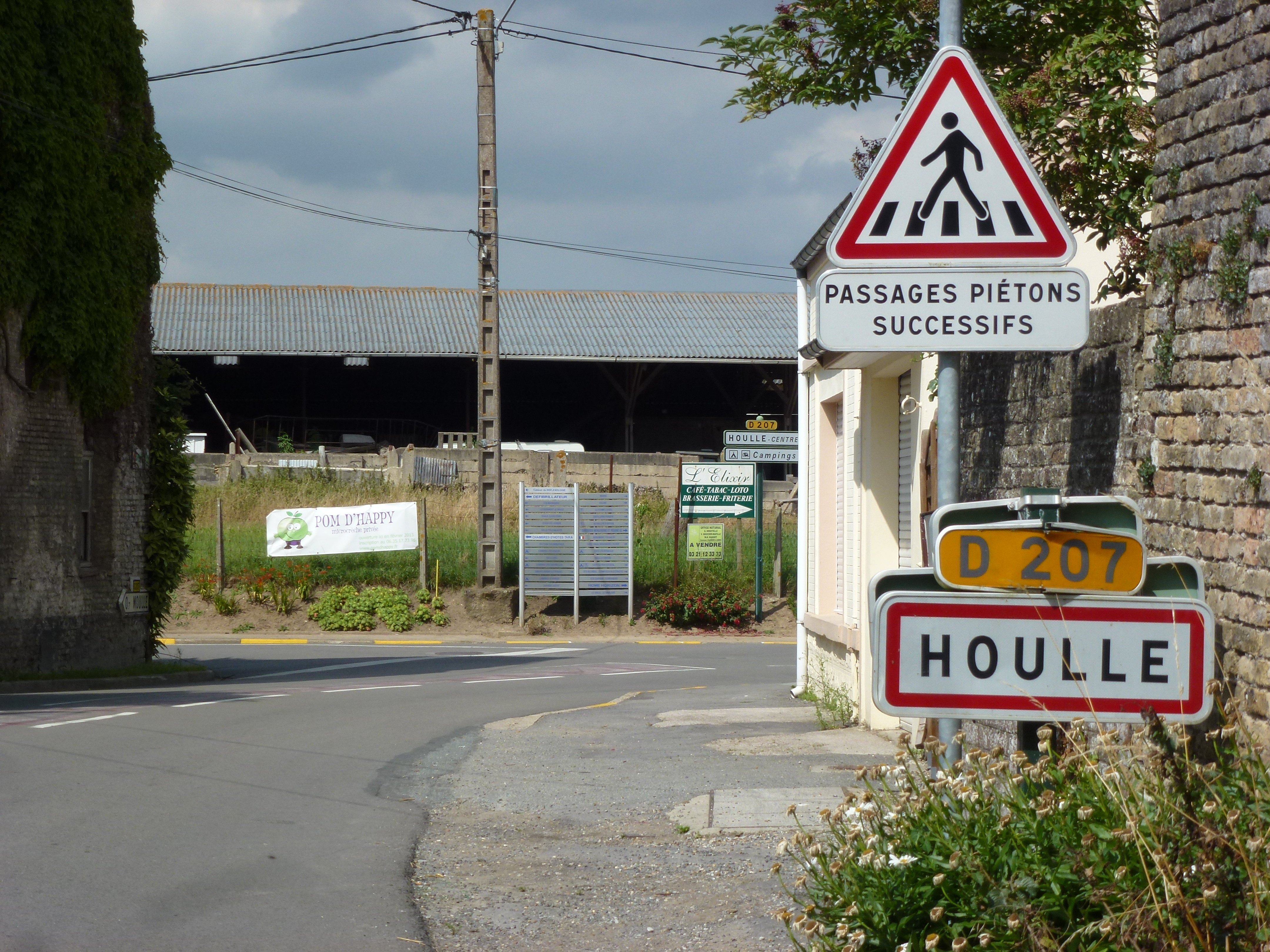
L'entrée de Houlle, venant de Moulle.
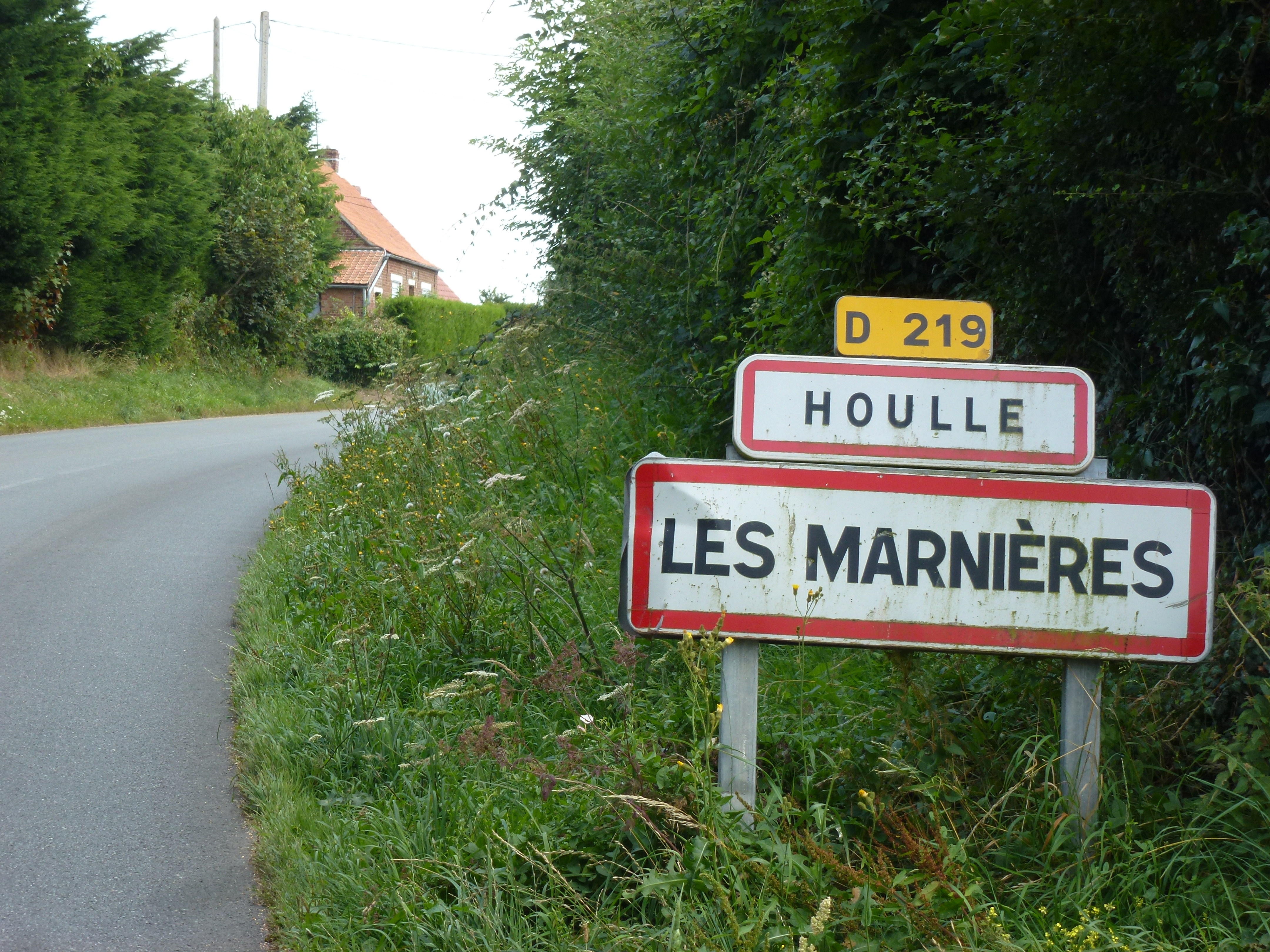
L'entrée de Les Marnières, en venant de Moulle.

### Typologie
Au 1er janvier 2024, Houlle est catégorisée commune rurale à habitat dispersé, selon la nouvelle grille communale de densité à sept niveaux définie par l'Insee en 2022.
Elle appartient à l'unité urbaine de Saint-Omer, une agglomération inter-départementale regroupant 23  communes, dont elle est une commune de la banlieue,,. Par ailleurs la commune fait partie de l'aire d'attraction de Saint-Omer, dont elle est une commune de la couronne,. Cette aire, qui regroupe 79 communes, est catégorisée dans les aires de 50 000 à moins de 200 000 habitants,.

### Occupation des sols
L'occupation des sols de la commune, telle qu'elle ressort de la base de données européenne d’occupation biophysique des sols Corine Land Cover (CLC), est marquée par l'importance des territoires agricoles (87,3 % en 2018), en diminution par rapport à 1990 (88,3 %). La répartition détaillée en 2018 est la suivante : 
terres arables (51,8 %), zones agricoles hétérogènes (19,3 %), prairies (16,2 %), zones urbanisées (5,8 %), milieux à végétation arbustive et/ou herbacée (4 %), zones humides intérieures (3 %). L'évolution de l’occupation des sols de la commune et de ses infrastructures peut être observée sur les différentes représentations cartographiques du territoire : la carte de Cassini (XVIIIe siècle), la carte d'état-major (1820-1866) et les cartes ou photos aériennes de l'IGN pour la période actuelle (1950 à aujourd'hui).

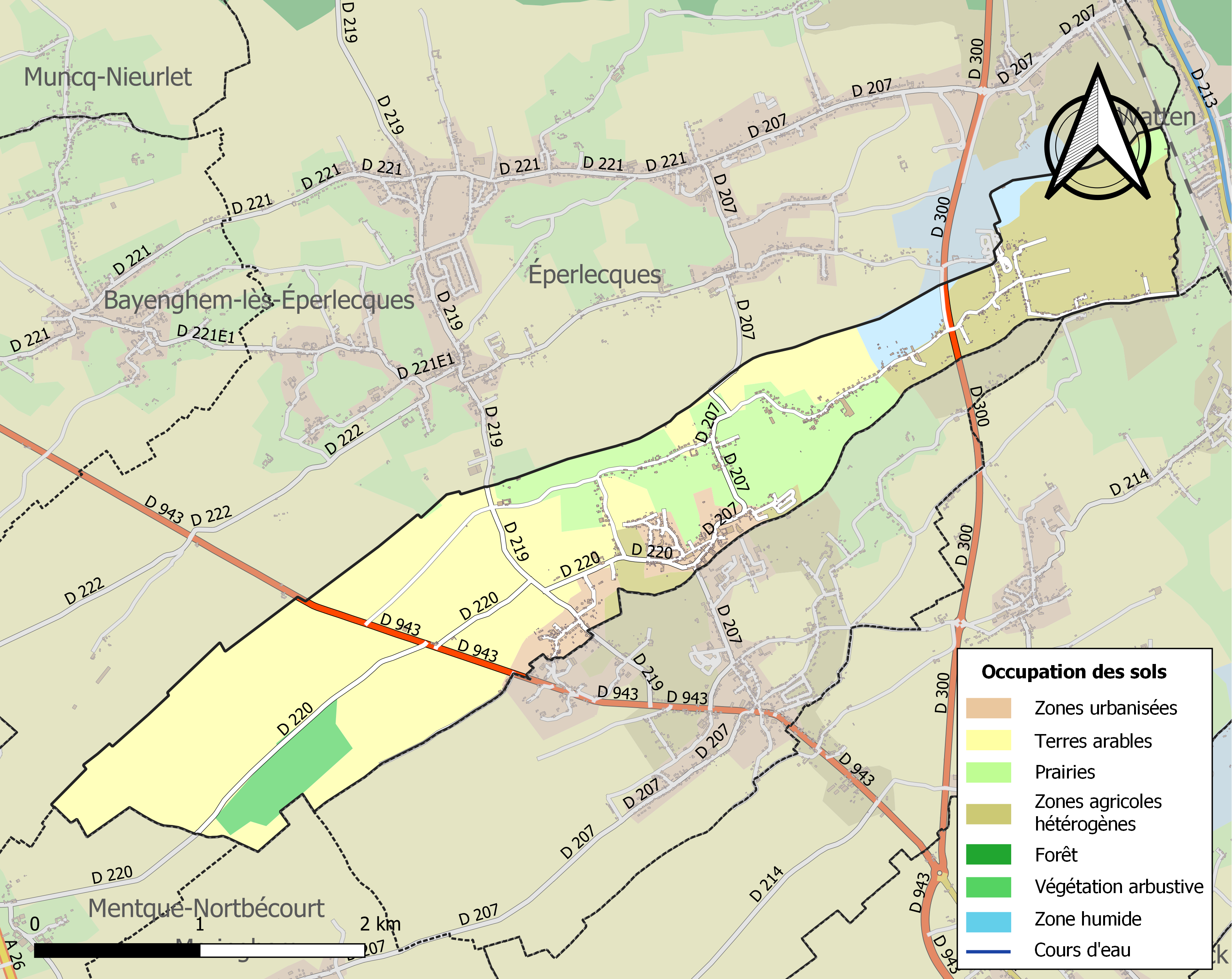
Carte des infrastructures et de l'occupation des sols de la commune en 2018 (CLC).

### Risques naturels et technologiques

#### Risque inondation
À la suite du passage des tempêtes Ciarán, Domingos et Elisa et des inondations et coulées de boue qui se sont produites, la commune est reconnue, par arrêté du 14 novembre 2023, en état de catastrophe naturelle pour inondations et coulées de boue sur la période du 2 au 12 novembre 2023, comme 179 autres communes du département.

## Toponymie
Le nom de la localité est attesté sous les formes Hunela vers 854 ; Hunelæ en 1040 ; Hunele en 1040 ; Huneles en 1075 ; Honella en 1164 ; Honle en 1172 ; Honela en 1193 ; Honla en 1201 ; Houlle en 1218 ; Houla en 1227 ; Houle en 1241 ; Hoinula en 1244 ; Holne en 1269 ; Houlne en 1296 ; Hounlle en 1336 ; Honulle en 1338 ; Holle en 1349 ; Holla au XIVe siècle ; Hulna en 1407 ; Houlle en 1631, Houlle depuis 1793 et 1801.
Le nom de la rivière la Houlle est attesté sous la forme Huulelec en 1139 (cartulaire de Saint-Omer, fo 1).
Ernest Nègre avance un toponyme composé de l'anthroponyme germanique Hunalo + -a.
Holne en flamand.

## Histoire
En 1159, l'abbaye de Saint-Bertin de Saint-Omer possède une ferme à Houlle, laquelle devait des redevances à Walter, fils d'Hugues d'Ecques.
En juillet 1733, sont émises à Compiègne, des lettres royales érigeant en comté les terres de Moulle, où réside Christophe Louis de Beauffort (famille de Beauffort), la seigneurie de Houlle et de Busschure (sans doute Buysscheure), tenues du château de Saint-Omer sous dénomination de comté de Beauffort au profit de Christophe Louis de Beauffort. En échange, Christophe Louis s'engage à donner la terre et le comté de Croix qu'il possède également et dont il avait hérité sous la condition d'en prendre le nom et les armes, à un de ses cadets qui en portera le nom et les armes pour que la donation de comté de Croix ait son effet.
Lors de la Seconde Guerre mondiale, le 26 mai 1940, onze prisonniers du 110e R.I. sont exécutés par des soldats de la 1re division SS Leibstandarte Adolf Hitler.

## Politique et administration

### Découpage territorial
La commune se trouve dans l'arrondissement de Saint-Omer du département du Pas-de-Calais.

#### Commune et intercommunalités
La commune est membre de la communauté d'agglomération du Pays de Saint-Omer qui regroupe 53 communes et totalise 104 937 habitants en 2021.

#### Circonscriptions administratives
La commune est rattachée au canton de Saint-Omer.

#### Circonscriptions électorales
Pour l'élection des députés, la commune fait partie de la huitième circonscription du Pas-de-Calais.

### Élections municipales et communautaires

#### Liste des maires
| Période                                  | Période                    | Identité            | Étiquette             | Qualité                         |
| ---------------------------------------- | -------------------------- | ------------------- | --------------------- | ------------------------------- |
| Les données manquantes sont à compléter. |                            |                     |                       |                                 |
| 1892                                     | 1920                       | Paul Lafoscade      | Alliance démocratique | distillateur                    |
| Les données manquantes sont à compléter. |                            |                     |                       |                                 |
| 1977                                     | 1995                       | Louis Joseph Seigre |                       |                                 |
| 1995                                     | 2008                       | Bernard Rebena      |                       |                                 |
| 2008                                     | 2020                       | Roger Dusautoir     |                       | Réélu pour le mandat 2014-2020, |
| 26 mai 2020                              | En cours (au 24 mars 2022) | Hervé Berteloot     |                       | Ancien employé,                 |

## Population et société

### Démographie
Les habitants sont appelés les Houllois.

#### Évolution démographique
L'évolution du nombre d'habitants est connue à travers les recensements de la population effectués dans la commune depuis 1793. Pour les communes de moins de 10 000 habitants, une enquête de recensement portant sur toute la population est réalisée tous les cinq ans, les populations de référence des années intermédiaires étant quant à elles estimées par interpolation ou extrapolation. Pour la commune, le premier recensement exhaustif entrant dans le cadre du nouveau dispositif a été réalisé en 2007.

En 2022, la commune comptait 1 131 habitants, en évolution de +2,17 % par rapport à 2016 (Pas-de-Calais : −0,72 %, France hors Mayotte : +2,11 %).
| 1793 | 1800 | 1806 | 1821 | 1831 | 1836 | 1841 | 1846 | 1851 |
| ---- | ---- | ---- | ---- | ---- | ---- | ---- | ---- | ---- |
| 355  | 372  | 409  | 376  | 458  | 488  | 475  | 476  | 461  |

| 1856 | 1861 | 1866 | 1872 | 1876 | 1881 | 1886 | 1891 | 1896 |
| ---- | ---- | ---- | ---- | ---- | ---- | ---- | ---- | ---- |
| 485  | 536  | 552  | 527  | 573  | 598  | 556  | 558  | 603  |

| 1901 | 1906 | 1911 | 1921 | 1926 | 1931 | 1936 | 1946 | 1954 |
| ---- | ---- | ---- | ---- | ---- | ---- | ---- | ---- | ---- |
| 555  | 551  | 580  | 514  | 496  | 506  | 508  | 574  | 581  |

| 1962 | 1968 | 1975 | 1982 | 1990 | 1999 | 2006 | 2007 | 2012  |
| ---- | ---- | ---- | ---- | ---- | ---- | ---- | ---- | ----- |
| 564  | 657  | 575  | 650  | 864  | 917  | 951  | 955  | 1 052 |

| 2017  | 2022  | - | - | - | - | - | - | - |
| ----- | ----- | - | - | - | - | - | - | - |
| 1 127 | 1 131 | - | - | - | - | - | - | - |

#### Pyramide des âges
En 2018, le taux de personnes d'un âge inférieur à 30 ans s'élève à 37,3 %, soit au-dessus de la moyenne départementale (36,7 %). À l'inverse, le taux de personnes d'âge supérieur à 60 ans est de 21,4 % la même année, alors qu'il est de 24,9 % au niveau départemental.
En 2018, la commune comptait 588 hommes pour 549 femmes, soit un taux de 51,72 % d'hommes, largement supérieur au taux départemental (48,50 %).
Les pyramides des âges de la commune et du département s'établissent comme suit.
| Hommes | Classe d’âge | Femmes |
| ------ | ------------ | ------ |
| 0,0    | 90 ou +      | 1,1    |
| 4,3    | 75-89 ans    | 5,0    |
| 15,4   | 60-74 ans    | 17,3   |
| 22,8   | 45-59 ans    | 23,7   |
| 18,4   | 30-44 ans    | 17,6   |
| 18,7   | 15-29 ans    | 17,3   |
| 20,4   | 0-14 ans     | 18,0   |

| Hommes | Classe d’âge | Femmes |
| ------ | ------------ | ------ |
| 0,5    | 90 ou +      | 1,6    |
| 5,6    | 75-89 ans    | 8,9    |
| 16,7   | 60-74 ans    | 18,1   |
| 20,2   | 45-59 ans    | 19,2   |
| 18,9   | 30-44 ans    | 18,1   |
| 18,2   | 15-29 ans    | 16,2   |
| 19,9   | 0-14 ans     | 17,9   |

## Économie

### La distillerie de genièvre Persyn

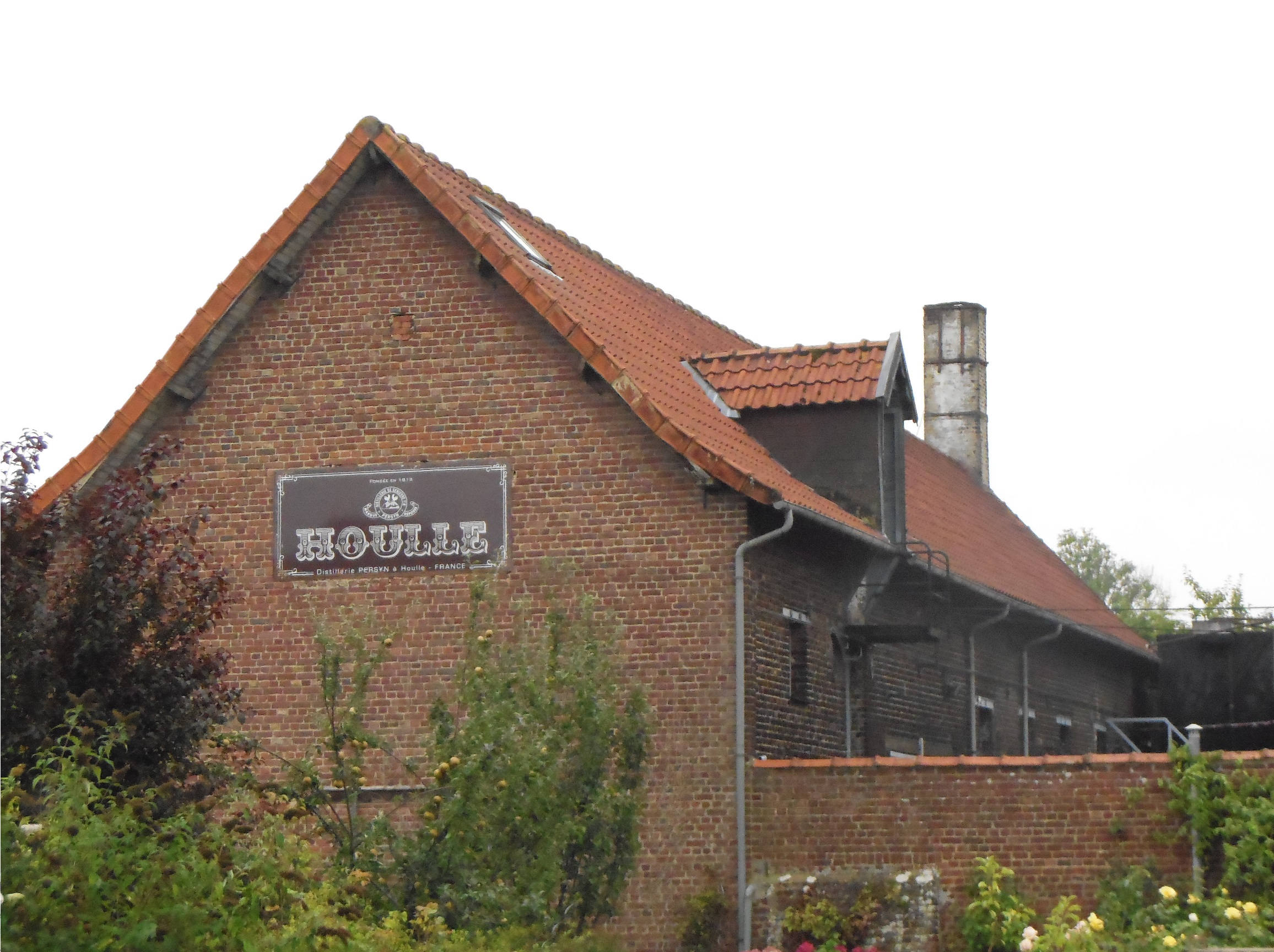
La distillerie traditionnelle et artisanale de Houlle.

« À Houlle coulent la Houlle et le Houlle... » Au bord de la petite rivière qui porte le nom du village se fabrique depuis 1812 une eau-de-vie de grains réputée, aromatisée avec des baies de genièvre : le Genièvre de Houlle.
Spiritueux typique du Nord de la France, de la Belgique et des Pays Bas, le genièvre traditionnel se consomme en digestif, après un bon repas ; tel quel à l'apéritif dans le cas de certains vieux genièvres ; ou à l'apéritif sous forme de cocktails. Il fait partie intégrante de la gastronomie régionale du nord de la France. De nombreux producteurs et restaurateurs l'utilisent pour aromatiser leurs spécialités (pâtés, terrines, gaufres, potjevleesch…), pour déglacer ou parfumer des sauces, flamber des viandes…
Fondée par la famille Decocq, reprise vers 1885 par Paul Lafoscade, puis dans les années 1940 par la famille Persyn, la distillerie se trouve depuis 1927 en plein centre du village. La présence de grappes de genièvre sur le blason de la commune n'est pas étrangère à la réputation et au rayonnement du genièvre qui y est produit depuis plus de deux siècles.
Toujours en activité, la distillerie est l'une des dernières en Europe à travailler de manière traditionnelle et artisanale pour produire son genièvre et peut se visiter.

## Culture locale et patrimoine

### Lieux et monuments

#### Patrimoine civil
- Le puits Saint-Bertin. Il fait l’objet d’une inscription au titre des monuments historiques depuis le 29 août 1984[49].
- Un vieux portail daté de 1755.

#### Patrimoine religieux
- L'église Saint-Jean-Baptiste. Dans l'église un beau buffet d'orgue et l'orgue de facture flamande, rénové en 2014[50].
- La grotte Notre-Dame-de-Lourdes.
- La croix de chemin au hameau les Marinières.

#### Patrimoine commémoratif
- Le monument aux morts, commémorant les guerres de 1914-1918 et de 1939-1945[51].
- Le monument aux fusillés du 110e régiment d'infanterie[51].
- Au cimetière se trouvent quatre tombes de la Première Guerre mondiale de la Commonwealth War Graves Commission.

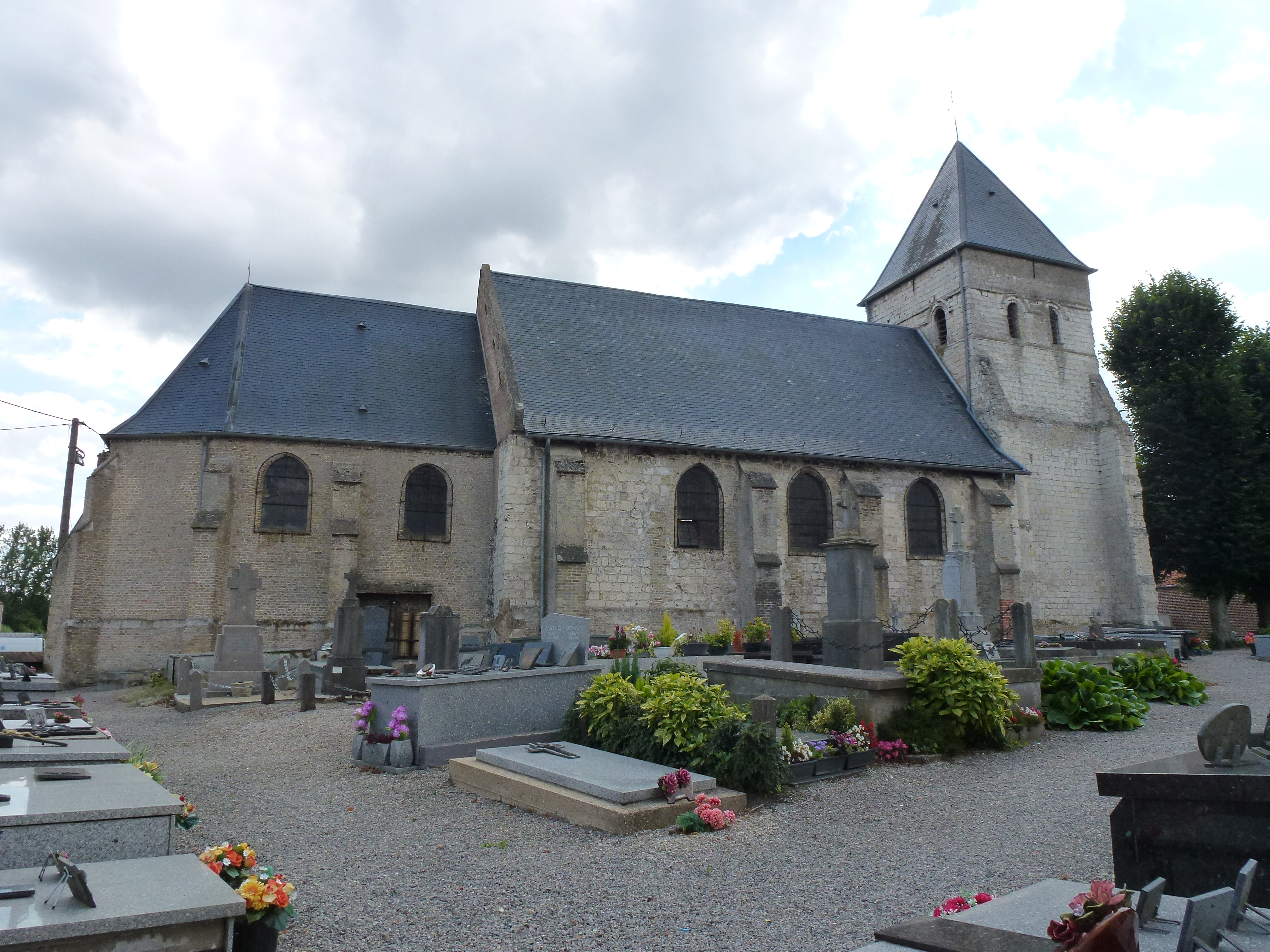
L'église Saint-Jean-Baptiste.
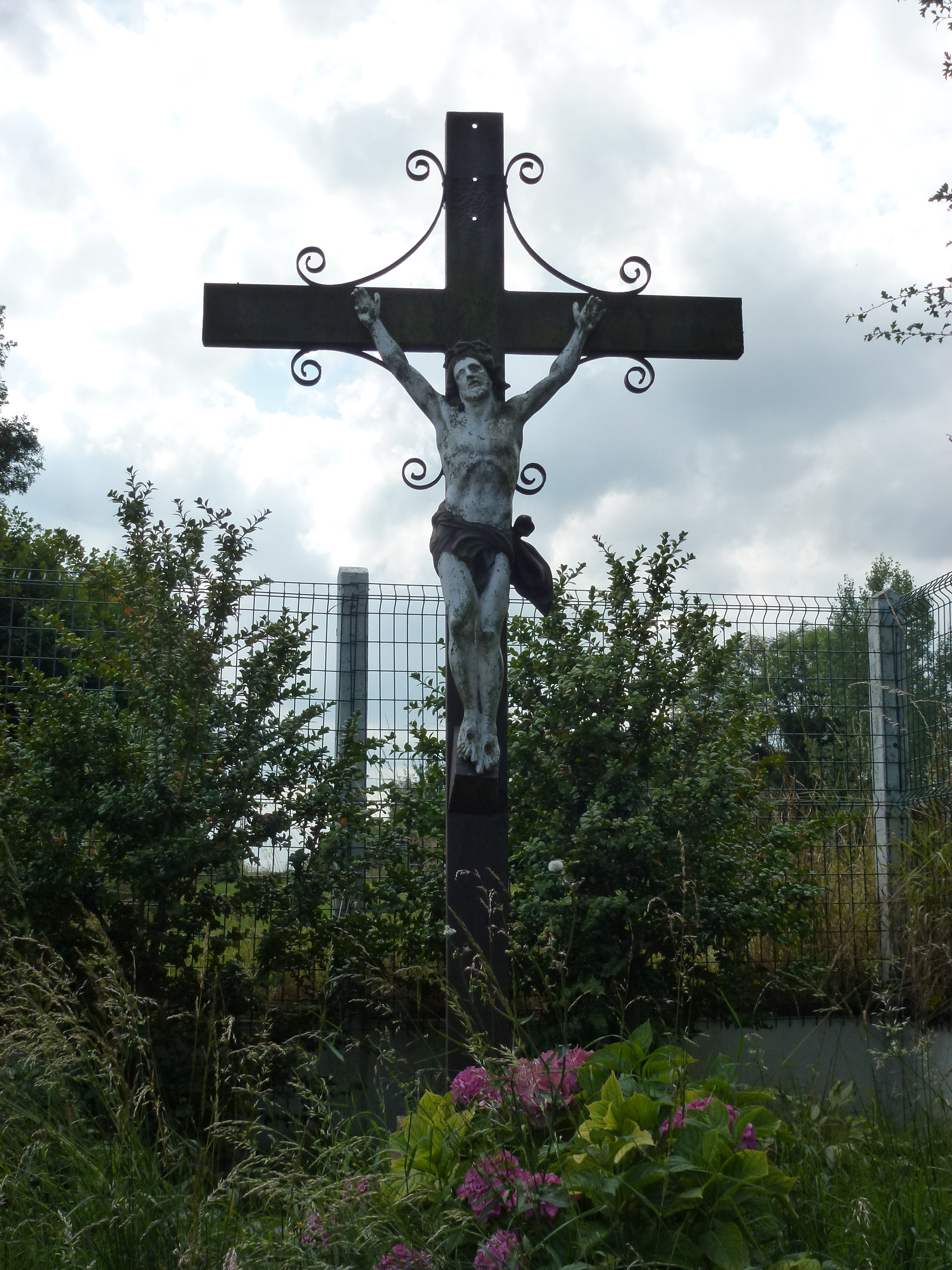
La croix de chemin de Les Marnières.
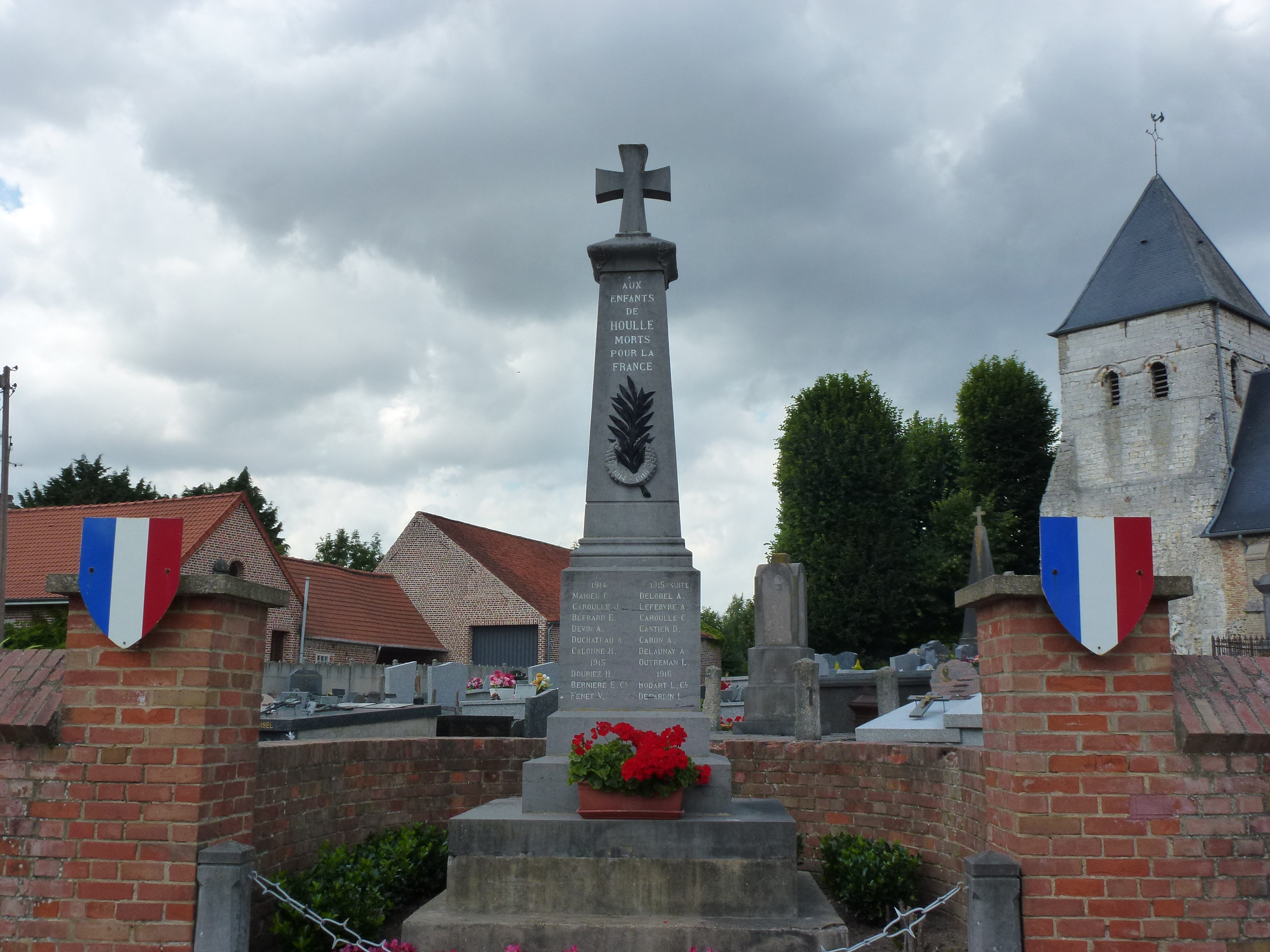
Le monument aux morts.
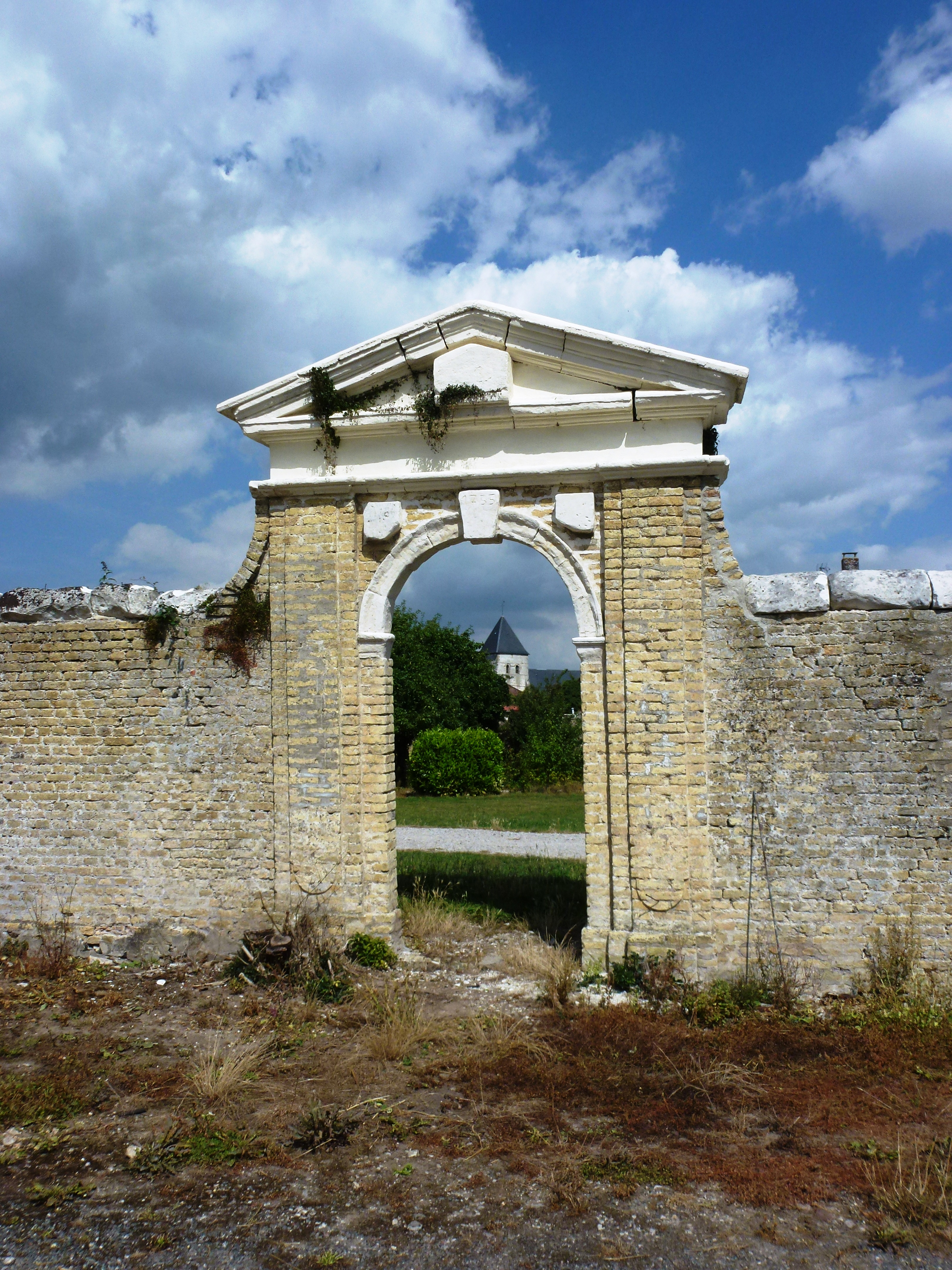
Le portail de 1755.

### Héraldique
| Blason de Houlle | Blason  | De gueules à une croix ancrée d'or ; à la bordure componée de sable et d'argent de douze pièces, les compons d'argent chargés chacun d'une grappe de genièvre au naturel. |
| Blason de Houlle | Détails | La croix ancrée est reprise des armes de la famille de Vrolant, anciens seigneurs et la bordure componée est reprise de celles de l'abbaye de Saint-Bertin qui possédait des propriétés dans la localité. Enfin, le genièvre est pour la production local d'alcool de genièvre : le genièvre de Houlle. Le statut officiel du blason reste à déterminer. |

## Pour approfondir